# Cinéma bhodjpouri

Le cinéma bhojpuri est le terme utilisé pour désigner l'industrie cinématographique du cinéma indien, en langue bhodjpouri, basée dans  l'État de Bihar, en Inde. L'industrie cinématographique bhojpuri, plus connue sous le nom de Bhojiwood, est un mastodonte en plein essor, une industrie de 2 000 millions de roupies, et en pleine expansion, qui est en train de dépasser rapidement les personnalités de premier plan comme Ravi Kishan (en) et Manoj Tiwari (en), d'innover et de poser de nouveaux jalons.
Le premier film parlant bhojpuri, Ganga Maiyya Tohe Piyari Chadhaibo (en), est sorti en 1963, sous la direction de Vishwanath Shahabadi. Les années 1980 voient la sortie de nombreux films bhojpuris notables ou ordinaires comme Bitia Bhail Sayan, Chandwa ke take Chakor, Hamar Bhauji, Ganga Kinare Mora Gaon et Sampoorna Tirth Yatra. Le cinéma bhojpuri s'est développé ces dernières années. L'industrie du film bhojpuri est désormais une industrie de 2 000 crores ₹.
Les films en bhojpuri sont visionnés dans diverses régions d'Amérique du Nord, d'Europe et d'Asie où les migrants de deuxième et troisième génération parlent encore la langue, ainsi qu'en Guyane, à Trinité-et-Tobago, au Suriname, aux Fidji, à l'île Maurice et en Afrique du Sud, qui compte une importante population bhojpuri.

### Note
- (en) Cet article est partiellement ou en totalité issu de l’article de Wikipédia en anglais intitulé « Bhojpuri cinema » (voir la liste des auteurs).